# Aeroporto Internazionale Presidente Nicolau Lobato
L'Aeroporto Internazionale Presidente Nicolau Lobato è un aeroporto situato a Dili, capitale dello stato di Timor Est ed è l'unico aeroporto internazionale dello stato; esso smista il traffico aereo del piccolo stato in entrata e in uscita. È gestito dalla Civil Aviation Division of East Timor. Deve il suo nome alla memoria dell'eroe nazionale esttimorense Nicolau dos Reis Lobato, caduto nel 1978 combattendo contro le truppe indonesiane che nel 1975 avevano invaso Timor Est.
Il Piano di Sviluppo Strategico di Timor Est 2011-2013 proponeva l'ampliamento e il miglioramento dell'aeroporto. Un obiettivo specifico era l'allungamento della pista per consentire l'accesso ad aeromobili di grandi dimensioni conformi al Codice E ICAO, come l'Airbus A330. L'analisi dell'aeroporto del 2013 proponeva un piano di sviluppo aeroportuale, che includeva:
- l'estensione e l'ampliamento della pista da 1850x30 m a 2050x45m;
- la preparazione di un'area di sicurezza di fine pista (RESA) e l'ampliamento della striscia di pista a 150 m per lato;
- una sovrapposizione del piazzale;
- un potenziamento dell'impianto di illuminazione per consentire le operazioni notturne; e
- la costruzione di un nuovo terminal passeggeri.3"/>

Sempre nel 2013, la International Finance Corporation (IFC) ha pubblicato un brief di progetto per conto del governo di Timor Est, presentando una proposta per lo sviluppo e la gestione dell'aeroporto nell'ambito di un partenariato pubblico-privato come opportunità commerciale. Due anni dopo, nel 2015, la IFC ha rivisto la proposta, dopo aver esaminato le previsioni di traffico, i possibili sviluppi della pista e il landside area, incluso l'edificio del terminal. In particolare, l'IFC ha formulato due opzioni per lo sviluppo della pista.
Al contrario, un rapporto sull'aviazione a Timor Est, pubblicato nel 2017 da The Asia Foundation, osservava che le strutture aeroportuali allora esistenti a Dili soddisfacevano gli standard minimi per l'operatività dei voli internazionali. Secondo tale rapporto, la larghezza limitata della pista era più importante della sua lunghezza, poiché Timor Est è un paese molto ventoso e i venti laterali colpiscono gli aerei in fase di atterraggio. L'allora attuale capacità delle strutture aeroportuali era sicuramente sufficiente a soddisfare il carico passeggeri e la domanda per almeno i successivi due decenni. L'aeroporto poteva già supportare aeromobili A320 e B737-500, con una capacità di oltre 100 passeggeri ciascuno, ed era raggiungibile da tutti i principali hub aeroportuali asiatici. In caso di aumento della domanda, sono state adottate modifiche economicamente vantaggiose per aumentare la capacità di trasporto passeggeri.
Nel 2018, commenti simili sono stati formulati in un altro rapporto, incentrato sul settore turistico nazionale e pubblicato anch'esso da The Asia Foundation.
Lo stesso anno, tuttavia, i governi di Timor Est e Giappone avviarono discussioni su un progetto di riqualificazione dell'aeroporto, che includeva miglioramenti al terminal passeggeri, alla torre di controllo e ai lavori stradali. Verso la fine del 2019, l'Agenzia di cooperazione internazionale del Giappone (JICA) sosteneva il piano e il governo giapponese lo aveva approvato. Nell'ottobre 2019, il governo di Timor Est ha approvato il piano generale dell'aeroporto di Dili presentato da IFC, e nell'ottobre 2021 i due governi hanno firmato uno scambio di note che conferma una sovvenzione di circa 44 milioni di dollari dal Giappone per la costruzione di un terminal passeggeri a due piani di 11.653 mq, basato sul numero previsto di passeggeri dell'aeroporto entro il 2030, e di una centrale elettrica di collegamento. L'importo totale del contributo giapponese al progetto, inclusi i lavori preparatori aggiuntivi, ammonterebbe a oltre 46 milioni di dollari.
Nel frattempo, nel novembre 2019, un rapporto commissionato dalla Banca Asiatica di Sviluppo (ADB) sull'ammodernamento della pista ha preso in considerazione diverse opzioni e ne ha raccomandate due da 2500 metri, che prevedevano un'estensione verso est o estensioni in entrambe le direzioni. Tuttavia, il rapporto osservava anche che il governo aveva già scelto una delle altre due opzioni, ovvero una pista lunga 2.500 metri che prevedeva un'estensione solo verso ovest e la bonifica dello Stretto di Ombai.

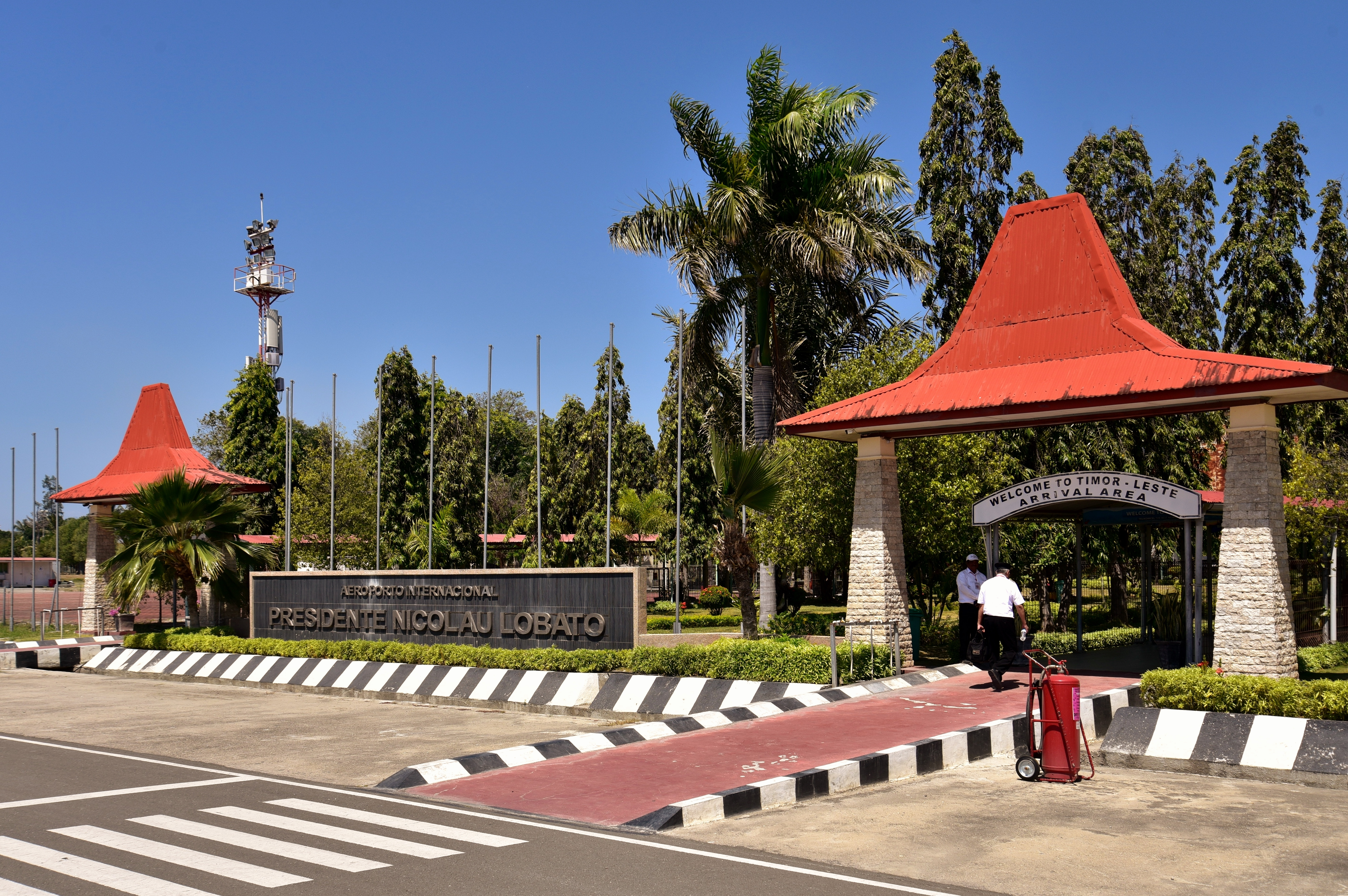
Terminal dell'aeroporto

Nel settembre 2021, Timor Est ha ottenuto un prestito di 135 milioni di dollari dalla Banca ADB per ampliare l'aeroporto. Il progetto finanziato dal prestito avrebbe dovuto includere l'estensione della pista da 1850 m a 2100 m e la costruzione di una nuova torre ATC, vie di rullaggio, piazzali e un sistema di illuminazione aeronautica a terra. Nel dicembre 2022, i governi di Timor Est e Australia hanno firmato un accordo in base al quale quest'ultima avrebbe fornito un pacchetto di finanziamenti agevolati di 97,7 milioni di dollari (sotto forma di un prestito di 57,1 milioni di dollari australiani, 39,1 milioni di dollari americani e una sovvenzione di 22,4 milioni di dollari americani per la riqualificazione dell'aeroporto. I lavori finanziati dal pacchetto includevano un migliore accesso stradale al terminal aeroportuale, un'illuminazione aggiuntiva, una nuova struttura antincendio e di soccorso e una nuova struttura sanitaria.
Ad agosto 2023, la prima fase del progetto di riqualificazione era in corso e il suo completamento era previsto per il 2024.